# Niszczyciele typu Aetos
Niszczyciele typu Aetos – seria greckich niszczycieli, w służbie w latach 1912–1946. Brały udział w obu wojnach światowych, wojnie bałkańskiej i wojnie grecko-tureckiej.

## Historia powstania
Okręty te zostały początkowo zamówione w 1910 w angielskiej stoczni Cammell Laird w Birkenhead przez Argentynę, wzmacniającą swoją marynarkę w obliczu zbrojeń w Ameryce Południowej (Argentyna zamówiła ponadto 4 niszczyciele w stoczniach niemieckich i 4 we Francji). Miały one otrzymać nazwy: „San Luis”, „Santa Fe”, „Santiago” i „Tucuman”. Stępki pod budowę okrętów położono w 1910. Istotnym wymogiem stawianym przez Argentyńczyków była wysoka prędkość 35 węzłów, którą miała gwarantować wysoka moc siłowni 20 000 KM. Stocznia Cammell Laird wcześniej zasłynęła budową szybkiego przewodnika flotylli „Swift”.
Okręty wodowano między lutym a lipcem 1911. Po kilku miesiącach przystąpiono do prób morskich, lecz wówczas okazało się, że okręty nie osiągają prędkości kontraktowej. Najlepszy wynik na próbach wynosił 32 węzły, w stanie lekkim, przy mocy 19 750 KM. Dlatego Argentyna odmówiła przyjęcia okrętów (podobna sytuacja zaszła z czterema budowanymi we Francji niszczycielami typu Aventurier).
W obliczu powstania 12 marca 1912 Ligi Bałkańskiej i grożącego wybuchu wojny bałkańskiej, Grecja skorzystała z okazji do szybkiego wzmocnienia swojej floty i 12 września 1912 zakupiła czwórkę niszczycieli, po 148 000 funtów. Przemianowano je na „Aetos” (orzeł), „Ierax” (jastrząb), „Panthir” (pantera) i „Leon” (lew), stąd typ określany jest w literaturze jako Aetos, a w Grecji są one znane jako typ drapieżników (Θηρία). Okręty wcielono do służby w greckiej flocie 2 października 1912

## Okręty
| Nazwa (poprzednia nazwa) | Położenie stępki | Data wodowania | Wejście do służby | Los                                 |
| ------------------------ | ---------------- | -------------- | ----------------- | ----------------------------------- |
| Aetos (San Luis)         | 1910             | 02. 02. 1911   | 19. 09. 1912      | wycofany 1946                       |
| Ierax (Santa Fe)         | 1910             | 15. 03. 1911   | 19. 09. 1912      | wycofany 1946                       |
| Panthir (Santiago)       | 1910             | 26. 04. 1911   | 19. 09. 1912      | wycofany 1946                       |
| Leon (Tucuman)           | 1910             | 15. 07. 1911   | 19. 09. 1912      | zniszczony 15. 05. 1941 (lotnictwo) |

## Opis konstrukcji
Niszczyciele typu Aetos podczas swojego życia przeszły zasadniczą rekonstrukcję, zmieniająca całkowicie ich sylwetkę i architekturę. Na początku miały one konstrukcję dość typową dla brytyjskich turbinowych niszczycieli drugiej dekady XX wieku. Miały krótki podwyższony pokład dziobowy, na mniej niż 1/4 długości okrętu. Umieszczone na nim było tylko pierwsze działo kalibru 102 mm i niewielka nadbudówka z mostkiem. Nietypową cechą tych okrętów, wyróżniająca ten typ od innych niszczycieli, było aż pięć cienkich, pochylonych kominów: pierwsze dwa blisko siebie, dalej trzeci, za nim stanowisko drugiego działa 102 mm na pokładzie górnym, a dalej czwarty i piąty komin blisko siebie. Liczba kominów wynikała z wyposażenia niszczycieli w 5 kotłów White-Foster, z czego 4 były opalane węglem, a jeden ropą. Na rufie znajdowała się mała nadbudówka rufowa, a przed nią i za nią na pokładzie dwa ostatnie działa 102 mm. Na nadbudówkach dziobowej i rufowej były dwa maszty.
Uzbrojenie niszczycieli było silne jak na czas powstania – 4 pojedyncze nieosłonięte działa kalibru 102 mm w osi symetrii okrętu, amerykańskiej firmy Bethlehem. Uzbrojenie uzupełniały 4 pojedyncze wyrzutnie torped 533 mm, rozmieszczone typowo dla tamtego okresu, po dwie na każdej z burt, w okolicy przednich i ostatnich kominów (umożliwiało to wystrzelenie tylko dwóch torped w kierunku każdej burty). Kaliber stosowanych torped, stający się standardem, był większy od poprzednio stosowanych 456 mm. Okręty mogły przenosić za każdą wyrzutnią torpedę zapasową. W okresie I wojny światowej okręty otrzymały działo przeciwlotnicze 57 mm na platformie za piątym kominem. Otrzymały także bomby głębinowe.

### Rekonstrukcja 1924-25
W latach 1924–1925 roku okręty przeszły zasadniczą modernizację, połączoną z przebudową, w stoczni Samuel White w Cowes. Stare pięć kotłów opalanych głównie węglem zamieniono na cztery nowsze, opalane paliwem płynnym, przez co zamiast archaicznych już charakterystycznych pięciu kominów, otrzymały tylko dwa szersze, pochylone kominy. Pierwszy z nich był wyższy. Wydłużono pokład dziobowy poza dotychczasowy uskok pokładu i za uskokiem ustawiono nową, powiększoną i przesuniętą w tył nadbudówkę dziobową. Nadbudówka otrzymała wydłużone do przodu dolne piętro, na którym postawiono drugą armatę 102 mm w superpozycji, przeniesioną z pozycji 3 sprzed nadbudówki rufowej. Sylwetka okrętów stała się przez kominy i nadbudówkę podobna do nowych brytyjskich niszczycieli typów V/W. Działo 102 mm między kominami (obecnie nr 3) zostało umieszczone wyżej, na platformie. Ostatnie działo nr 4 pozostało na swoim miejscu, za małą nadbudówką rufową. Znacznie wzmocniono uzbrojenie torpedowe, montując sześć wyrzutni torped w dwóch trzyrurowych aparatach w osi podłużnej pokładu, za kominami (wszystkie mogły strzelać na jedną burtę). Między aparatami torpedowymi była mała nadbudówka z platformą dla dział przeciwlotniczych, na której następnie na początku lat 30. zamontowano dwie automatyczne armaty 40 mm.  Według niektórych źródeł, dodano jeszcze później dalsze dwa działka 40 mm. Dzięki modernizacji siłowni, okręty mimo wzrostu wyporności uzyskiwały nieco większą prędkość do 31 w. Przebudowa była jednak dość droga – 110 000 funtów od okrętu.

## Zarys służby

### Wczesna służba
Okręty zostały czym prędzej skierowane do Grecji i 22 października 1912 osiągnęły Pireus. Od listopada weszły do akcji podczas wojny bałkańskiej, lecz ich wykorzystanie w walkach było niewielkie. Głównym powodem był początkowo brak torped do wyrzutni torpedowych oraz ograniczona ilość zakupionej amunicji. Dlatego początkowo pełniły głównie zadania zwiadowcze i patrolowe. Wzięły m.in. udział m.in. w potyczce z tureckimi niszczycielami 16 grudnia 1912, po bitwie koło przylądka Elli oraz w bitwie koło Dardaneli 18 stycznia 1913.
Podczas I wojny światowej Grecja była neutralna, lecz we wrześniu 1916 nastąpiła w niej interwencja państw ententy. Niszczyciele typu Aetos z całą flotą grecką zostały zajęte przez siły sprzymierzone, po czym w grudniu 1916 „Aetos”, „Ierax” i „Panthir” zostały włączone w skład francuskiej marynarki wojennej, gdzie służył do roku 1918, patrolując i eskortując konwoje na Morzu Śródziemnym. Po zakończeniu działań, zostały zwrócone stronie greckiej. Brały następnie udział w osłonie interwencji ententy w wojnie domowej w Rosji, operując na Morzu Czarnym i ewakuując greckich obywateli. Następnie wzięły udział w działaniach wojny grecko-tureckiej 1919-22, uczestnicząc w blokadzie wybrzeży i bombardowaniu pozycji tureckich, a po klęsce wojsk lądowych, w ewakuacji greckich uchodźców ze Smyrny i półwyspu Artaki we wrześniu 1922.

### II wojna światowa
Niszczyciele typu Aetos brały udział bojowy w II wojnie światowej, począwszy od ataku Włoch na Grecję 28 października 1940. „Leon” został uszkodzony w kolizji 17 kwietnia 1941 z eskortowanym przez siebie na Kretę statkiem pasażerskim, po czym został doholowany do zatoki Suda na Krecie, gdzie został wyrzucony na płyciznę i opuszczony. Został tam następnie 15 maja 1941 zniszczony przez niemieckie lotnictwo.
Pozostała trójka okrętów przed zajęciem Grecji przez Niemcy zdołała ewakuować się do Egiptu, skąd kontynuowały służbę na wschodnim Morzu Śródziemnym u boku marynarki brytyjskiej. Na przełomie 1941 a 1942 roku przeszły one modernizację w stoczniach indyjskich, polegająca na przystosowaniu do roli niszczycieli eskortowych. Kosztem zdjęcia dwóch rufowych dział artylerii głównej i połowy wyrzutni torpedowych, wzmocniono im artylerię przeciwlotniczą i dodano miotacze i zrzutnie bomb głębinowych do walki z okrętami podwodnymi, a także hydrolokator (asdic) Typ 123A. Z uwagi na zużycie i małe możliwości bojowe, pod koniec 1943 okręty zostały jednak wycofane do rezerwy w Port Saidzie. Po wojnie, w 1946 roku (inne dane: 1945) zostały wycofane ze służby i sprzedane na złom.

## Uzbrojenie
Uzbrojenie (1912):
- 4 działa kal. 102 mm
- 1 działo przeciwlotnicze kal. 57 mm (od ok. 1914-16)
- 4 wyrzutnie torpedowe kal. 533 mm (4xI)

Uzbrojenie (1925):
- 4 działa kal. 102 mm
- 2 działka przeciwlotnicze kal. 40 mm (od lat 30.)
- 6 wyrzutni torpedowych kal. 533 mm (2xIII)
- 40 min (od 1938-39, „Aetos” i „Panthir”)[2]
- bomby głębinowe

Uzbrojenie (1942):
- 2 działa kal. 102 mm
- 1 działo przeciwlotnicze kal. 76 mm
- 2 działka przeciwlotnicze kal. 40 mm
- 3 działka przeciwlotnicze Oerlikon kal. 20 mm
- 3 wyrzutnie torpedowe kal. 533 mm (1xIII)
- 8 miotaczy bomb głębinowych, 2 zrzutnie bomb głębinowych[2]